# Chiesa di San Martino (Altopiano della Vigolana)
La chiesa di San Martino è la parrocchiale di Vattaro, frazione di Altopiano della Vigolana in Trentino. L'edificio risale al XIV secolo.

## Storia

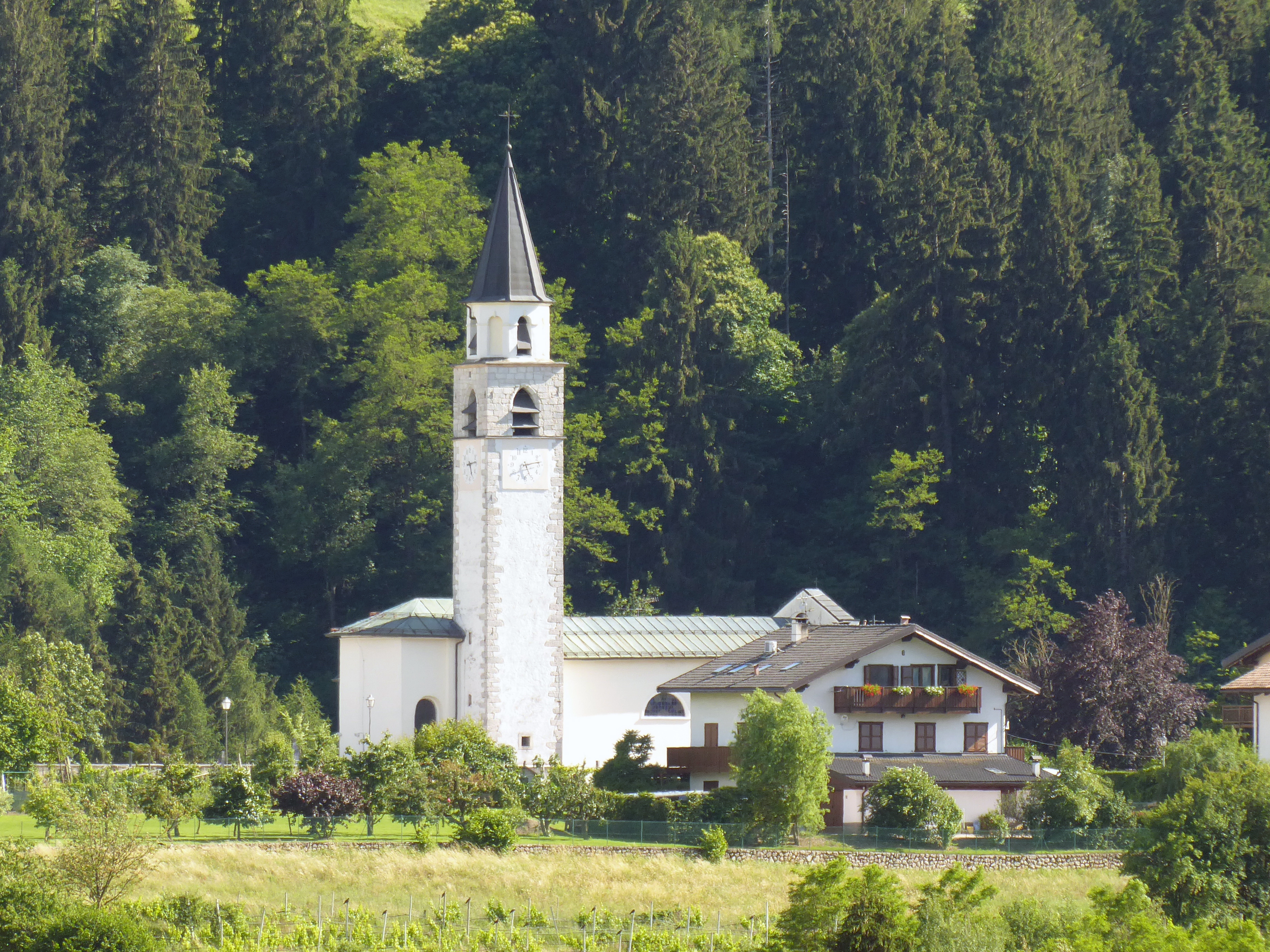
La chiesa vista da Bosentino

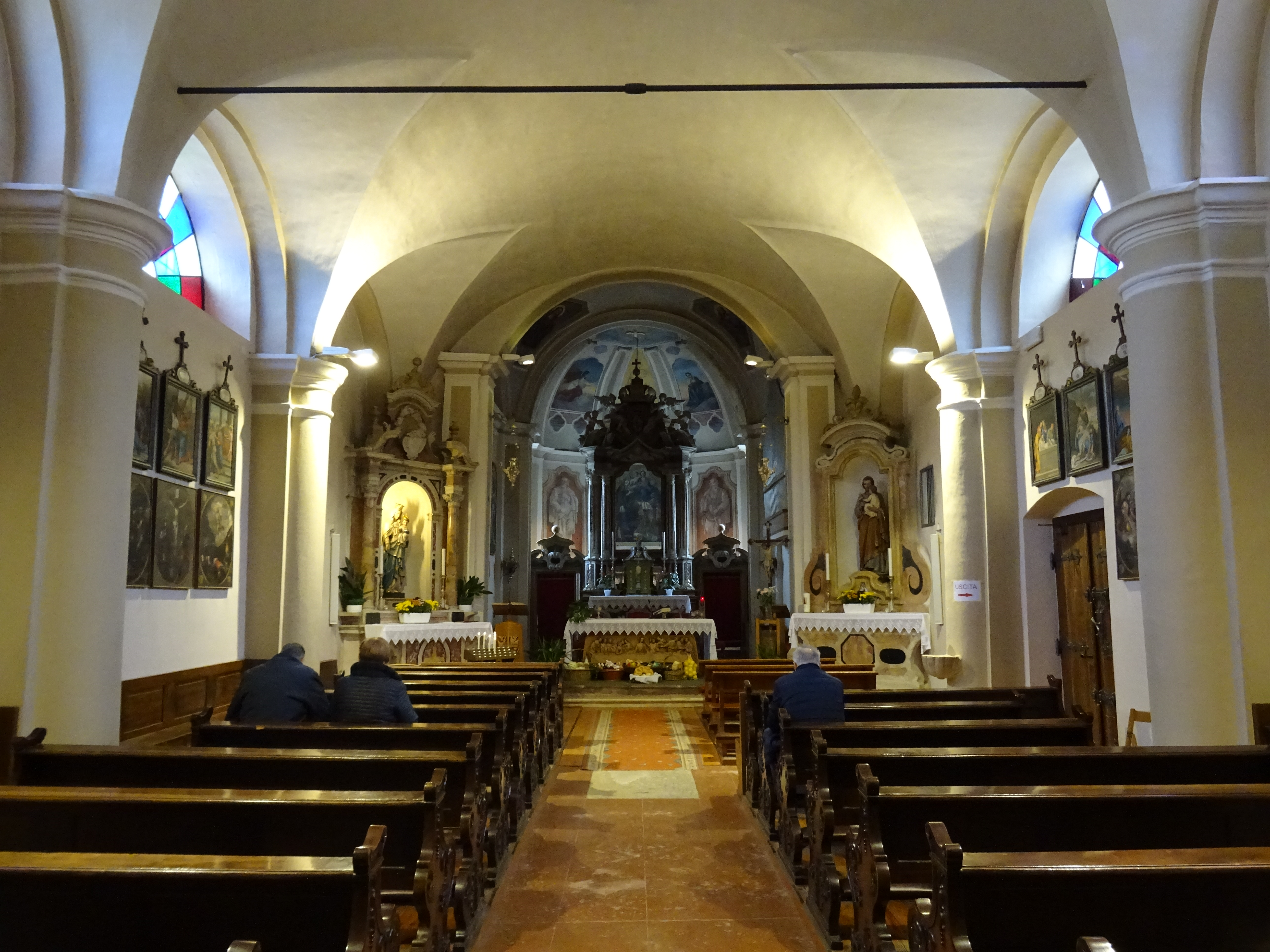
Interno

La prima citazione documentale della chiesa è del 1370 e in data 1501 di nuovo si parla dell'edificio che era affidato in patronato alla famiglia Tabarelli. In quel momento era definita chiesa parrocchiale, unita alla chiesa di San Giorgio a Vigolo Vattaro.
Nel XVI secolo, considerando le pessime condizioni nelle quali si trovava, venne decisa la sua ricostruzione. Il lavoro venne eseguito tra il 1547 e il 1585 ed alla conclusione una visita pastorale la descrisse con orientamento a est, con due ingressi, un soffitto in legno ed il pavimento in terra, tranne nel presbiterio dove era formato da assi in legno.
Di nuovo, circa un secolo dopo, la nuova chiesa si trovò in cattive condizioni e attorno al 1714 iniziò la sua ristrutturazione. Il soffitto in legno venne sostituito da uno in muratura, la torre campanaria quasi cadente venne sistemata, e si misero in cantiere vari ampliamenti.
Ottenne dignità di curazia nel 1733. Subito dopo venne ampliato il presbiterio ed a breve fu costruita la sacrestia e venne ricostruito anche il campanile.
Nel 1786 il territorio di Vattaro, sotto l'aspetto della giurisdizione ecclesiastica, entrò a far parte della diocesi di Trento lasciando quella di Feltre.
Nella prima metà del XIX secolo la chiesa venne ancora ampliata, fu necessario acquisire uno spazio maggiore per il suo sagrato e, intanto, si realizzò la facciata che ci è pervenuta, con la sistemazione all'interno della cantoria con balconata.
Nel 1838 un fulmine colpì il campanile e il presbiterio, causando danni enormi all'interno e crolli. Anche la campana andò distrutta e fu necessario sostituirla.
Di nuovo, nel 1911, un altro fulmine colpì il campanile e le campane ne furono danneggiate. I lavori che seguirono portarono all'installazione di quattro nuove campane ed alla rifinitura della copertura con una cuspide.
Ottenne dignità di parrocchia nel 1919.
Nel 1926 sono stati decorati presbiterio e cantoria.